# Kroonbosnimf
De kroonbosnimf (Thalurania colombica) is een vogel uit de familie Trochilidae (kolibries).

## Verspreiding en leefgebied
Deze soort komt voor van Guatemala tot Ecuador en noordwestelijk Peru en telt acht ondersoorten:
- T. c. townsendi: Guatemala, Belize Honduras.
- T. c. venusta: van Nicaragua tot Panama.
- T. c. colombica: noordelijk Colombia en noordwestelijk Venezuela.
- T. c. rostrifera: noordwestelijk Venezuela.
- T. c. fannyae: van oostelijk Panama tot westelijk Colombia.
- T. c. subtropicalis: de Caucadelta en de Andes (het westelijke deel van Centraal-Colombia).
- T. c. verticeps: zuidwestelijk Colombia en noordwestelijk Ecuador.
- T. c. hypochlora: westelijk Ecuador en noordwestelijk Peru.